# 國民革命軍北伐
國民革命軍北伐，又稱國民政府北伐、中國國民黨北伐，從北洋系各軍的角度，又稱討赤戰爭，是1926年至1928年間，中國國民黨領導的國民革命軍向北洋军阀發動之內战，因為國民革命軍戰場由南向北推進，故又簡稱“北伐”或“北伐戰爭”。
1926年7月9日，國民政府成立國民革命軍，由蔣中正擔任總司令，起兵廣東，連奪長沙、武漢、南京、上海等地；進至華中，國民政府内部因對苏联與中国共产党態度不同而分裂，北伐陷於停頓。寧漢復合後，國民革命軍繼續北上，加入西北冯玉祥、山西阎锡山後，1928年6月攻克北京。奉系軍閥、安國軍總司令、安国军政府海陸軍大元帅张作霖從北京撤往東北，隨後因皇姑屯事件被炸死，其子张学良於同年底宣佈东北易帜，歸順國民政府。
國民政府在北伐戰爭中，除了透過直屬的國民革命軍，也吸收中國各地反北洋勢力，成功將北洋軍閥及其掌控的北洋政府瓦解。北伐結束後，國民政府完成形式上的中国统一。

## 背景
1911年武昌起義爆發，引發各地連串反清，是為辛亥革命，次年中華民國成立，南京的民國臨時政府与北京的清廷北洋軍領袖袁世凯达成南北议和，由袁世凯取代孙中山出任中华民国临时大总统，换得滿清宣統帝逊位。为限制袁世凯，中华民国临时参议院通过《中华民国临时约法》，规定政体。
1913年，中华民国第一届国会议员选举结束，代表南方革命势力的國民黨取得议会多数。1913年3月20日，国民党幹事长宋教仁在赴北京组阁途中，被暗杀于上海火车站:8。国民党斷言袁世凯是暗杀主谋，与其势成水火，发动一系列战争反袁及其后的北洋政府。
1915年，12月12日袁世凱稱帝，改元洪憲，25日蔡鍔、唐繼堯、李烈鈞等在昆明宣布云南独立，發動護國戰爭。1916年貴州劉顯世、廣西陸榮廷響應，江蘇都督馮國璋、江西都督李純、浙江都督朱瑞、湖南都督湯薌銘、山東都督靳雲鵬等五大帥聯合逼宮，而且各國公使紛紛表示反對，3月袁世凱下令撤銷洪憲帝制，6月6日憂憤而卒，袁世凱逝世之後，北洋軍人各行其是，内部分裂，形成三股主要势力：段祺瑞为首的皖系、曹锟为首的直系和张作霖为旁支的奉系。他們为控制北洋政府而多次混战。
孙中山1919年将革命势力改组为中国国民党，後來在苏联帮助下组建黄埔军校，组织国民革命军，並得到苏联派遣顾问及提供武器彈藥等援助，与中国共产党合作。
1920年7月，直系与皖系為爭奪北京政府統治權在京津地區爆发直皖战争:18。1922年4月，发生第一次直奉战争:19。

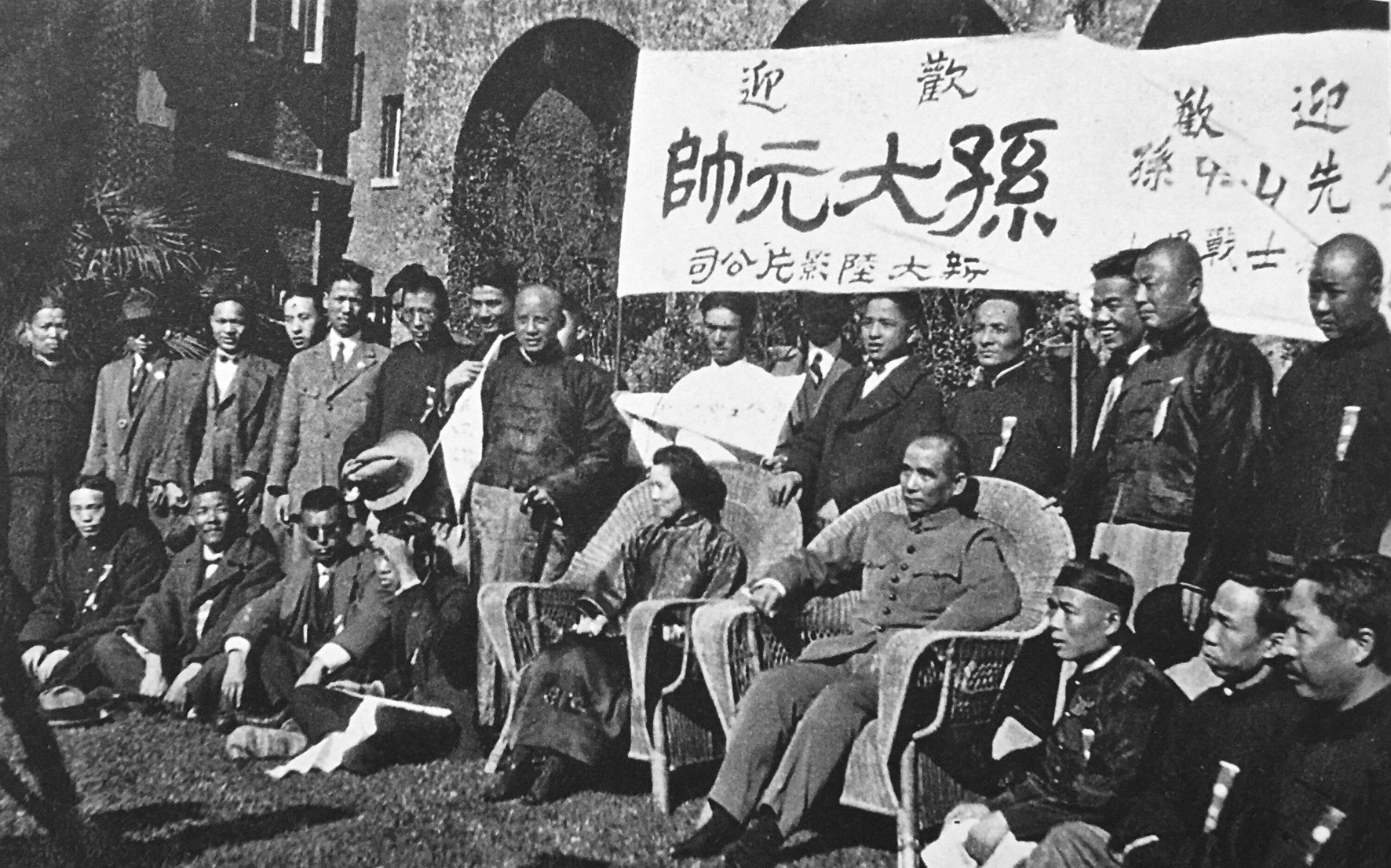
1924年11月17日，孙中山夫妇来到上海，在寓所接见各界代表

1924年第二次直奉战争后，奉系张作霖击败直系吴佩孚。10月，冯玉祥发动甲子政變，推翻直系大总统曹锟，驱逐廢帝溥仪。冯玉祥电邀孙中山北上共商国事:27。孙抵達北京前，冯玉祥事先与张作霖商定，邀段祺瑞入北京任“临时执政”摄行大总统，终止《临时约法》和取消中华民国初年国会。12月4日，孫經日本抵天津:528。12月31日，孫扶病至北京:528。孫堅持召開民选的國民會議以解決國是，段祺瑞卻主張召開军政商学实力派组成的善後會議。

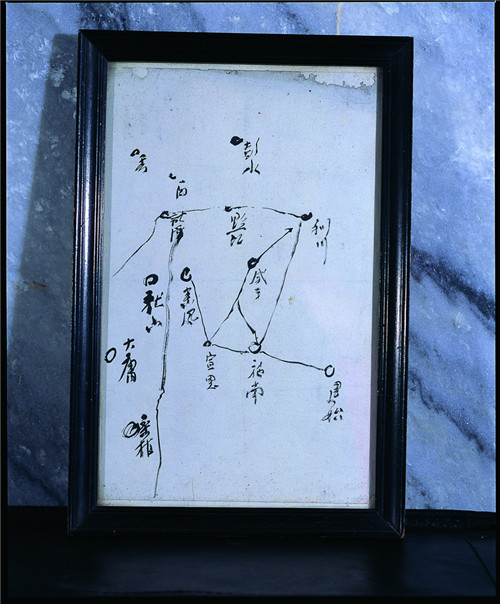
孙中山手绘的北伐军事地图

1925年1月1日，孫因病發住進協和醫院治療，1月20日以後，病勢嚴重，不能飲食，經西醫診斷為肝癌末期，救治無效。国民会议促成会全国代表大会在北京召开至4月16日，期间孙中山于3月12日去世:27。
1925年2月1日，善后会议召开。同月，杨希闵为東征联軍总司令，首次東征陳炯明:30。7月，中华民国陆海军大元帅大本营在广州改组为国民政府，為北伐戰爭準備條件。1926年2月，广东国民政府南征军克复海南岛，全省底定:29。3月15日兩廣統一，6月1日广西省政府成立，隶属广东国民政府:29。7月，国民革命军出师北伐:29。同时加大收编南方各省降部，何应钦、谭延闿、程潜、吴铁城、唐生智等中國近代著名人物，均于此时加入国民政府和中国国民党。直至1926年7月，国民政府共改编国民革命军至8个军，共10万余人:29。

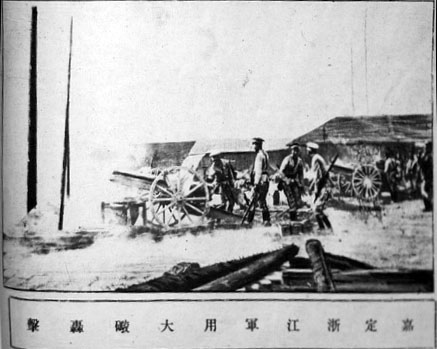
江浙战争

1925年10月，吴佩孚、孙传芳指挥直系军阀於长江流域争夺北洋政府领导权，向张作霖的奉系军阀发动反奉战争。1926年4月16日，冯玉祥國民軍退出北京，張家口為總部，總司令張之江，共20萬人:32；遭直鲁联军攻击，撤出京津地区，退往西北，根据地为甘肃、绥远、察哈尔，於5月至8月在南口地区顽抗:31。8月15日，國民軍撤至綏遠:32。北洋各军阀在长江流域实力削弱，无力顾及国民政府。
在国民政府北伐之前，当时中国政治和军事形势呈现多方格局，国民政府控制两广一带。張作霖掌控北洋政府，并辖有华北、东北等地。吴佩孚占据湖南、湖北和河南三省以及河北、陕西部分地区，同时握有京汉铁路。孙传芳在长江中下游地区，控制苏浙沪赣等地。阎锡山掌握山西。
孫中山一貫主張發動北伐戰爭以統一中國，在1917～1924先後組軍發動三次北伐（第一、二次護法運動和第二次直奉戰爭中的皖奉粵聯軍）。但卻先後失敗於1918年的南北軍閥議和與七總裁制、1922年的六·一六事變及1924的廣州商團事變。

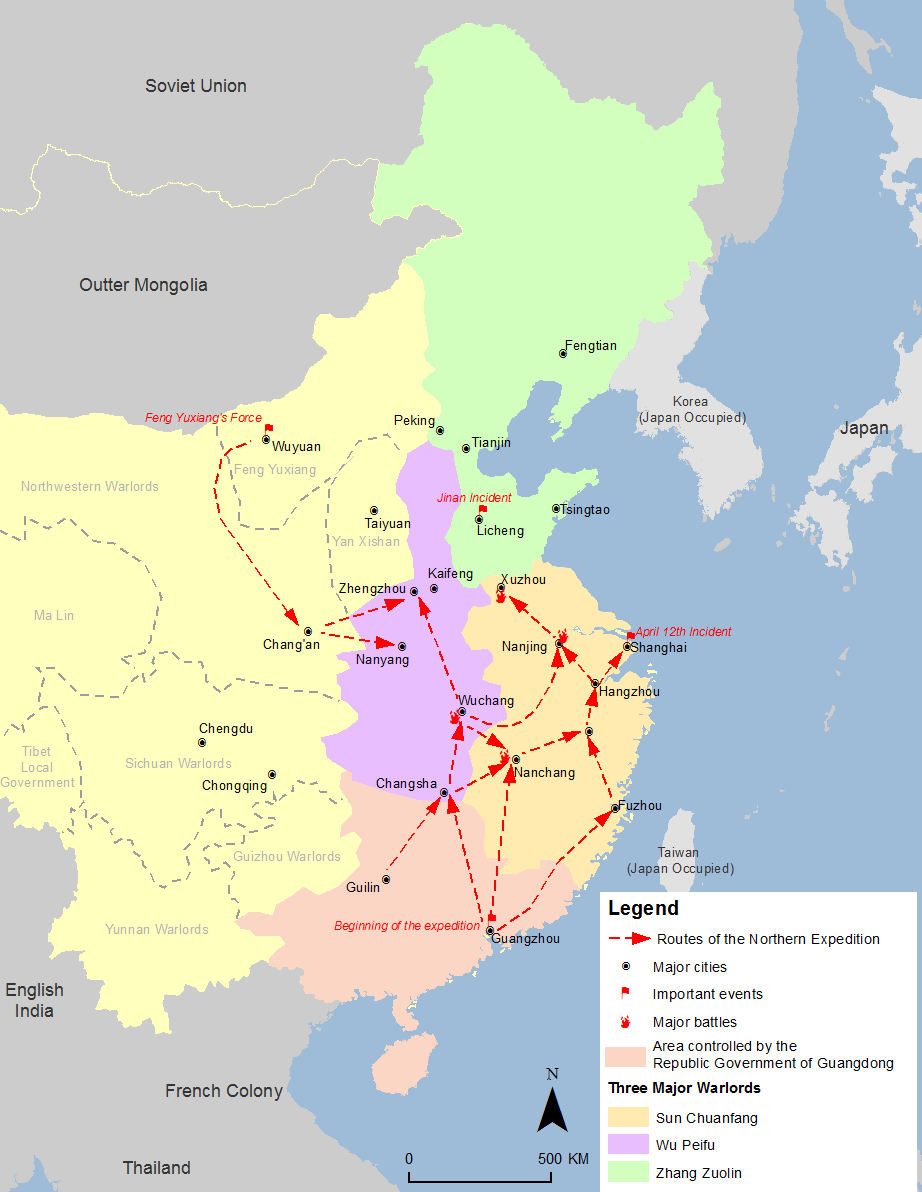
國民革命軍北伐

## 北伐经过

### 苏联对北伐的态度
1920年代，苏联在远东地区的最大威胁始终是日本，因此从中国各路势力中寻找反日派系并大力扶持，是苏联外交的核心。在1925年孙中山去世后，各路军阀中，奉系和皖系残余是亲日派，直系军阀与日本关系最差但其同时对苏联也颇为冷淡，政治倾向亲英美。因此，此时苏联的扶植对象是北方的冯玉祥和南方的汪兆铭、蒋中正（国民党内高层最反苏的许崇智、胡汉民因廖仲恺被刺案已被迫下野），积极参与筹备国民政府北伐。1925年10月10日，江浙军阀孙传芳（直系）联合皖、赣、苏、闽组成五省联军起兵反奉，并邀同为直系军阀吴佩孚出山，吴通电受14省拥戴就任讨贼联军总司令起兵讨伐奉系张作霖。这一事件使苏联对北伐态度逆转，接替鲍罗廷担任联络的季山嘉表示强烈反对北伐。蒋中正对苏联的态度变化大感意外，但他并不了解，季山嘉的态度实际上是莫斯科的意见。因为全力策划反奉战争的莫斯科担心广州国民党发动北伐，会使南方军阀吴佩孚、孙传芳腹背受敌，从而使反奉战争半途而废，最严重时甚至可能逼迫直系奉系军阀合流共同对抗北伐军。因此，刚一听说国民党有北伐计划，共产国际东方部部长就明确告诉其在中国的代表称：“我们强烈谴责北伐。”。

### 中國共產黨對北伐的态度
中國共產黨支持和积极配合在廣東的國民政府准备北伐:256-257。1926年2月，在北京，中国共产党中央特别会议提出出兵北伐推翻军阀统治的主张:41。1988年出版的《陈独秀年谱》称陈独秀违反中共中央1926年2月北京特别会议支持北伐的决定，同年7月发文反对北伐，1990年代起有学者對此提出反对意见，列出证据认为总的来说陈独秀是赞成北伐的。北伐正式开始之前，经中共广东区委决定命叶挺筹建的以中國共產黨党员为主为骨干、实际上是由中国共产党直接领导的国民革命军第四军叶挺独立团，在1926年5月就已与军阀吴佩孚部交战；是年7月北伐正式开始之后，该部所向披靡，在湖北汀泗桥和贺胜桥两次战役中立下战功，击溃吴佩孚主力；在攻占武昌城之役中再建战功，致该部所在的国民革命军第四军被誉为“铁军”。:41

### 誓師北伐
唐生智在省內鬥爭中兵敗退入湖南省南部，畏懼與他鬥爭失敗的趙恆惕和他的湖南軍閥親信們會推翻其統治。1926年5月，湖南代理省長唐生智歸附國民政府:41。在與廣州政府磋商同時，唐生智也開出條件，拒絕湖南系將領指揮的國民革命軍部隊支援，他主要擔心的是在湖南省內戰中兵敗被逐出的譚延闓（國民革命軍第二軍）與程潛（國民革命軍第六軍）會趁機回省威脅其地位，最後國民政府妥協，以廣西人為主的新桂系以及其核心戰力—國民革命軍第七軍作為增援唐生智部隊。同月，國民革命軍第四軍（軍長李济深）獨立團葉挺部挺進湖南，第七軍下轄之第八旅一部由桂林馳赴衡陽，揭開北伐戰爭的序幕:31。至5月12日，第15團已抵達湖南衡陽市與唐生智部隊會師。
獲得北洋政府作為後援的湖南省軍閥部隊並未坐視其發展。吴佩孚在1926年4月任命葉開鑫為“討賊聯軍湘軍總司令”，进攻唐部:31。並從它省軍閥中撥出萬餘部隊以“護湘軍”之名協助葉。在湖南省內與葉開鑫結盟的實力派軍閥，包括了湖南陸軍第一師（師長賀耀組）、湖南陸軍第二師（師長劉鉶）。在先遣隊與第八軍會師後，唐生智指揮反攻，並擊敗了護湘軍部隊—江西軍閥唐福山，使葉開鑫殲滅唐生智部隊的企圖受挫。至5月28日，第8旅已全軍進入湖南省。該旅隨後增援何鍵指揮的湖南陸軍第1師，在金蘭寺戰鬥擊退鄒鵬振與賀耀組的聯軍，使唐生智在湖南省最後的據點暫時解除危機。唐生智在6月2日正式接受廣州國民政府收編，其部隊改編為國民革命軍第八軍，唐生智本人出任北伐軍中路軍敵前總指揮。
1926年6月5日，中国国民党中央执行委员会临时全体会议通过迅速出师北伐案:41。同日，國民政府任命蔣介石為國民革命軍總司令，兼任中國國民黨中央常務委員會主席、組織部長、軍人部長、政治委員會主席、國民政府軍事委員會主席；7月1日頒布北伐動員令:547。7月4日，在广州，中国国民党中央执行委员会临时全体会议通过《国民革命军北伐宣言》，陈述向北洋政府發動北伐的理由，其中提到：「統一政府不成立，則外禍益烈，內亂益甚，中國人民之困苦，亦將如水益深，如火益熱，中國人民將無噍類矣。」
6月初，第八軍第1師朝湖南省東部湘鄉市出兵、第2師朝中部的湘潭市進軍、增援的第四軍與第8旅則朝東部的醴陵市發兵。由於吳佩孚支援的護湘軍戰意不強，而湖南省軍則戰力不足，在7月份先是賀耀祖投降，隨後第四軍在泗汾鎮與鐵河口再次擊敗以護湘軍。北伐軍在7月11日攻佔長沙，並持續朝湖南省北部推進。隨著北伐軍的推進順利，在湖南省西部盤據的貴州軍閥袁祖銘於8月接受了廣州國民政府的收編，成為國民革命軍第九軍、國民革命軍第十軍。
1926年7月9日，蔣介石就職國民革命軍總司令；國民革命軍在廣州誓師北伐:41。9月，蔣介石正式誓師，稱：一必與帝國主義及軍閥決戰，二求與全國軍人一致對外共同革命，三使革命軍結合國民共負責任:547。在蘇聯顧問幫助下，決定採取集中兵力行各個擊破的戰略方針，首先殲滅吳佩孚軍，然後消滅孫傳芳軍，最後消滅張作霖軍:41。初期策略是：一為聯絡馮玉祥國民軍及山西閻錫山牽制張作霖奉軍，二為聯絡川黔軍牽制吳佩孚、唐繼堯，三為中立孫傳芳，四為以8萬人、軍餉5百萬於3個月內佔領武漢:547。國民政府以兩廣為基地，以主力進軍湖南省:41。北伐軍兵分三路：第四軍及第七軍各約半數共3萬人由兩廣入湖南省，會第八軍2萬人主攻；第二軍、第三軍及第六軍共3萬人入江西省助攻；第一軍另一半由廣東省東部伺機攻福建省:547。北伐初期反帝國主義運動，以英國為第一對象，日本初持靜觀態度，蔣亦曲意聯好:576。

### 进軍湖南、湖北

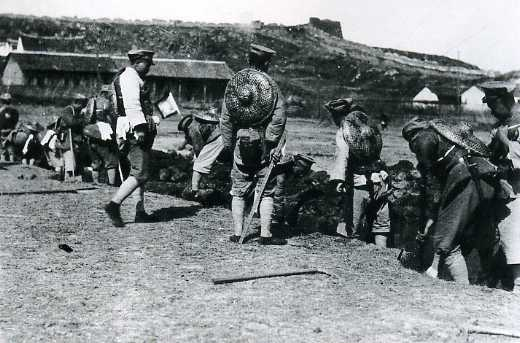
北伐军在准备进攻武昌的阵地前

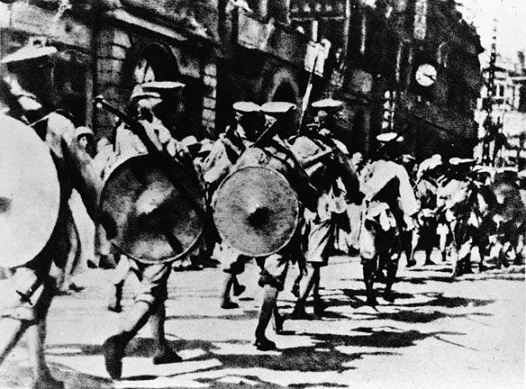
1927年北伐時期國民革命軍接管位于汉口的英國租界

1926年6月初，叶挺独立团和第七军第八旅分別在渌田（今湖南安仁北）和金蘭寺等地擊潰葉開鑫一部，雙方對峙於淥水、漣水一綫:41。陈铭枢部与张发奎部分别由高州和琼崖两地开拔援湘。7月上旬，国民革命军第四军第十師、第十二師和葉挺獨立團及第七軍、第八軍分別在安仁、永豐（今湖南雙峰）地區集中後，分路并進:41。第四軍克醴陵，第八軍三個師佔湘潭，另兩個師和第七軍一個旅攻寧鄉:41。7月11日，國民革命軍進佔長沙，迫葉開鑫部退守汨羅江北岸。8月12日，國民革命軍召開軍事會議，決定以第四軍、第七軍、第八軍直取武漢；國民革命軍第二軍、國民革命軍第三軍集結醴陵、攸縣，對江西警戒；國民革命軍第六軍和國民革命軍第一軍第一師、第二師為總預備隊，隨主力跟進:41。8月19日，第四軍攻克平江，向通城進擊；第七軍佔領浯口，向羊樓司進發:41。8月22日，第八軍攻克岳陽:41。葉開鑫部萬餘人退據粵漢鐵路上的要隘汀泗橋，吳佩孚急調一個混成旅和一個團馳援，企圖憑險固守:41。8月26日，国民革命軍第四軍六個團發起攻擊，激戰一晝夜，不克:41。吳佩孚親臨督戰，下令“退卻者殺無赦”，雙方互有勝負，湖北汀泗橋幾度易手。8月27日，張發奎親督三十五團，和葉挺獨立團迂迴吳軍側後，突然猛攻，佔領汀泗橋。吳軍前後受攻擊，退守賀勝橋:41。吳佩孚親率兩個師增援:41。
8月30日，国民革命軍第四軍、第七軍與吳軍展開激戰，第八軍首先攻入吳軍陣地，其他各部隨即擴大戰果，取得賀胜橋大捷。吳軍退守武漢:41。9月1日，第四軍、第七軍逼近武昌，9月3日、9月5日兩次攻城不克，遂封鎖圍困:41。這時，漢陽守軍一個師起義，吳佩孚率一部退往河南信陽。第八軍9月6日進漢陽，9月7日佔漢口，主力乘勢進佔武勝關:41。10月初，武昌守军曾两次突围失败。10月8日，守卫城南的吴俊卿第三师准备投诚，10月10日，他打开城门迎接北伐军入城:238。当日，葉挺獨立團首先攻佔蛇山，国民革命軍占領武昌，二萬多守軍全部被殲:41。生擒劉玉春、陳嘉謨，至此吳佩孚在武漢軍力被全部消滅:12。

### 進攻江西
8月下旬，孫傳芳見吳軍瀕於崩潰，決定從江蘇、浙江、安徽調兵十萬，會同駐江西部隊兩萬餘人，向南潯鐵路沿線和江西湖北邊境集中，企圖截斷武昌至長沙鐵路，攻取湖南、湖北:41。蔣於擊破吳佩孚後，決進取江西，兵力約5萬人:550。9月1日，北伐軍總司令部下令，三路進攻江西:32。在江西南部，第二軍第五師和第五軍第四十三團協同第十四軍獨立第一師，從南雄、汝城等地出發:32；攻佔贛縣（今贛州市）後，沿贛江北上。在江西西部，第三軍第七、八、九師和第二軍第四、六師主力出醴陵、萍鄉:32；連克宜春、萬載、分宜，在新喻（今江西新余）與孫軍激戰後，分別向高安、樟樹（今樟樹市）進發。在江西西北部，第六軍第十七、十九師和第一軍第一師出通城、瀏陽:32；先後攻佔修水、銅鼓、高安:41。9月19日第六軍第十九師乘勢攻佔南昌，遭孙军反撲，加之增援的第一軍第一師又在牛行（今屬南昌市）戰敗，乃於9月24日退向奉新:41。蒋加派援军2万人。
10月上旬，第二軍主力攻佔樟樹、豐城，第三軍殲滅孫軍一部於南昌西山萬壽宮地區；由湖北東南部進入江西西北的第七軍，在箬溪重創孫軍一個師後，攻佔德安，形成了圍攻南昌的態勢:41。由於孫軍回師救援，國民革命軍各軍又未協同，德安得而復失，第六軍攻永修失利，第三軍在牛行、樂化受挫。這時，第二軍和第一軍第二師冒然第二次進攻南昌失利，被迫於10月13日撤退:41。南昌又为孙军夺回。國民革命軍吸取教訓，決心集中兵力先破南潯鐵路之敵，爾後再圖南昌，並調第四軍由湖北入江西:41。10月20日，國民革命軍第十四軍在第二軍配合下攻克臨川（今撫州），截斷江西福建通路:42。10月，蔣下命令進入福建部隊，攻破周蔭人主力後，調往江西參戰；先後攻克樟樹、豐城、建昌、德安、永修、撫州，孫傳芳乞和，蔣拒絕:12。11月2日开始第三次进攻南昌。第七軍再克德安，第四軍攻佔馬回嶺，兩軍又在德安南面的九仙嶺擊潰孫軍兩個師，截斷南潯鐵路:42。11月，攻克九江，南昌守軍負嵎頑抗，蔣親臨督戰攻克，孫傳芳在江西軍力被全部消滅:12。永修、樂化等地孫軍潰逃，在滁槎附近被殲一萬五千人；11月8日，國民革命軍攻佔南昌，殲滅守军萬餘人:42。蔣通電各省促人民自決:12。孙军殘部敗退安徽南部及江蘇浙江一帶:42。孙军大溃，精锐尽丧，为北伐以来规模最大战役:550。

### 佔領福建
孫傳芳軍駐福建的五省聯軍福建總司令周蔭人部四個軍三萬餘人，為策應江西作戰，進軍粵東，試圖將国民革命根據地連根拔除。然而消息於進軍前已透露。
1926年9月，蔣命令潮汕部隊進攻福建:12。10月上旬，攻佔廣東蕉嶺、松口、饒平等地:41。由於周蔭人於直隸出生，對閩系來說是客軍而非地主，因此国民革命军第一軍軍長何應欽決定主動出擊擊潰其主力，同時蔣中正也派遣李大超前至閩軍中收買分化。10月中旬，何應欽整合廣東保安團與黃埔軍校在學生作為防禦主力，第一軍第三師譚曙卿則作為攻擊矛頭，於10月9日和第十四師主力進襲擊周部後方，佔領永定，然後回師松口；此時，周部第二軍兩個師在蕉嶺起義，並配合作戰，殲滅周部第三軍:42。由於周部於福建之風評不佳，在永定戰鬥之役遭受国民革命軍與城內民眾的聯合夾擊崩潰，僅帶少數侍衛逃出。是日，第十四師馮軼裴則於擊潰閩軍劉雲峰旅。此役国民革命軍俘虜4,000人，繳獲4,000餘支槍械與十多門火炮。周部第四軍和第二軍殘部退往長汀:42。10月13日，第一軍於梅縣鬆口戰鬥擊潰劉俊、李寶珩旅，在不到一星期，周蔭人主力已損近半。受此影響，曹萬順與杜起雲兩旅於10月17日接受國民政府收編建議，倒戈改組為國民革命軍第十七軍。何應欽則升任為國民革命軍東路總指揮，揮軍福建。10月下旬，第十七軍由上杭沿汀江兩岸向北推進，在由江西入福建的第十四軍第二師配合下，相繼佔領龍溪、晉江、莆田、永泰，逼近閩侯:42。
蔣令入閩部隊在攻破周蔭人主力後赴贛參戰，先後攻下樟樹、豐城、建昌、德安、永修、撫州。11月，先後攻下漳州、泉州，福建全境平定:12。12月初，自江西東部入福建的第二軍第六師進佔建甌，切断福建、浙江孫軍的聯繫:42。駐福建海軍第一艦隊起義，於12月2日決定接受廣東國民政府改編。周部駐閩侯一個旅投誠，國民革命軍於12月9日佔領閩侯，周部退往浙江:42。東路軍於12月間占領福建全省，向浙江挺進。

### 攻取南京

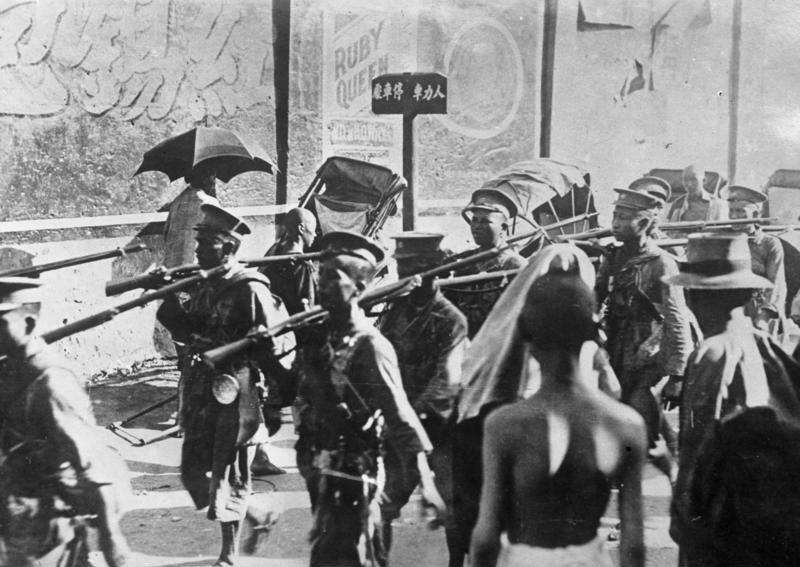
行进至上海附近的北伐军

孫傳芳連遭失敗，求援於奉軍。張作霖企圖乘機奪佔孫、吳的地盤，幾一部接防江蘇、安徽北部，一部入河南增援吳佩孚:42。孫傳芳收集殘部八萬餘人，分佈在滬寧鐵路、滬杭鐵路沿線和安徽南部地區:42。1927年初，國民革命軍為肅清長江下游之敵，分三路進軍:42。中路軍（分江左軍和江右軍）分別由湖北、江西沿長江向安徽、江蘇推進，主攻南京；東路軍由福建、江西分路入浙江，進軍淞滬，助攻南京；西路軍由湖北入河南，鉗制北面之敵:42。1月上旬，東路軍國民革命軍第二十六軍在富陽遭孫軍一部反擊，退至衢縣（今衢州）:42。1月27日，第一軍協同第二十六軍反擊，在龍游附近擊潰孫軍，2月上旬，進佔金華、蘭溪，繼而在桐廬和富陽擊敗孫軍，2月18日佔領杭縣（今杭州）:42。2月底，國民革命軍占領浙江全境。3月上旬，東路軍開始進攻淞滬，至3月20日，一部經太湖以西進佔武進（今常州），截斷滬寧鐵路，主力連克松江、吳縣（今蘇州），逼近上海:42。3月21日，中國共產黨上海區委員會決定於當日把工人罷工轉入工人武裝暴動。計其武裝：手槍二百五十支、手榴彈二百枚。周恩來等中國共產黨人領導上海工人舉行第三次武裝起義，激戰兩天一夜佔領上海後，東路軍才開進市區:42。中路軍(第二军、第六军)的江左軍由湖北東部向懷寧（今安慶）挺進，孫軍陳調元、王普等部相繼起義，懷寧不戰而下。中路軍的江右軍從江西境沿長江南岸東進，相繼攻克蕪湖、當塗，3月23日佔领南京:42。3月24日南京事件发生，造成英国2人，美、法、日、意各死1人。美国受伤3人，英、日各2人受伤。蔣拒絕孫傳芳求和。3月底基本消滅北洋軍閥吳佩孚、孫傳芳軍隊:472。

## 國民政府的分裂

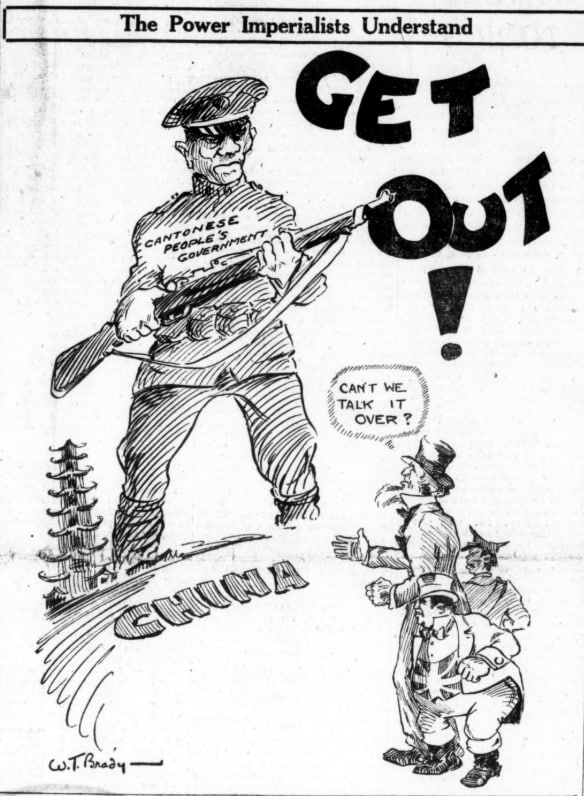
美國左翼報刊支持北伐軍的漫畫

1927年2月，經國民政府主席譚延闓調停，中國國民黨中央黨部及國民政府遷設武漢，反蔣運動越激，主導者為革命軍總政治部主任鄧演達:553。1927年3月10日至3月17日，在中國國民黨第二屆中央委員會第三次全體會議後，其執監委暨候補委員80名中，中國共產黨員約居三分之一，親共之左派亦居三分之一，國民黨中央黨部各部部長暨其秘書，共產黨員亦佔一半以上，至此國民政府已由蘇聯顾问与中國共產黨势力全權把持。在北伐軍進攻上海時，3月21日中國共產黨策動上海工人第三次武裝起義，至3月22日奪取上海政權:35。
3月24日，发生南京事件，國民黨中右派势力称中國共產黨策動部份國民革命軍針對英美日領事館及外國教堂、寺廟、學校、醫院、商店、住宅進行燒殺打劫等排外運動，造成2名英國人死亡、意大利、法國、日本和美國人各1人共6位僑民死亡。3月24日下午3時，孤立無援的美國領事請求了本來泊在長江守護租界的英、美軍艦向南京開砲，令中國軍民死了36-39人。南京事件後，英國、美國、日本、法國和意大利5國向國民政府提出抗議，國民政府只好道歉和賠償。
鮑羅廷並在武漢成立「中國國民黨中央執行委員會暨國民政府委員會臨時聯席會議」，憑藉掌握中共與國民黨左派進而取得政治主導權，以所谓「提高黨權」、「反對軍事獨裁」、「打倒新軍閥」為理由，於1927年3月10日，中國國民黨二屆三中全會通過《統一黨的領導機關決議案》，通過「統一革命勢力」、「統一黨的領導機關案」等反蔣方案，隨即在蔣北伐途中剝奪蔣主席職務，降其為普通委員。3月28日，中國國民黨中央監察委員吳稚暉、蔡元培、張人傑、李煜嬴在上海提出護黨救國案，4月2日正式議決，實行清黨:555。
北伐戰爭節節勝利推進，嚴重威脅著着帝國主義:1465；蔣決定「以快刀斬亂麻的方式清黨，把越軌的左傾幼稚分子鎮壓下去」:467；先後在贛州、南昌、安慶、九江等地發動清黨，蔣即表示：不用武力或任何群眾暴動改變租界之地位:1465。4月9日，中國國民黨中央監察委員在上海召開緊急會議，通電斥責武漢中央聯席會議，蔣介石即日入駐南京，逮捕江蘇省黨部中共委員:556。4月12日，蔣在上海發動清党（或謂四一二政變），4月18日另立南京國民政府:42。4月6日，張作霖於北京搜查蘇聯大使馆，逮捕中國共產黨人李大釗等，表明與國民革命軍皆反共，不必互相為敵:233-237:472-474。4月1日汪精衛由法國經莫斯科抵上海，4月3日與蔣介石會晤，4月5日與陳獨秀聯名告國共黨員書勸戒懷疑要協商:555。汪精衛秘密前往武漢，武漢國民政府迎汪復職，「四一二事變」後開除蔣介石黨籍及其本兼各職，下令討伐，史稱「寧漢分裂」:556。武漢國民政府決定繼續北伐:42。
南京國民政府成立從，為鞏固南方統及北方局勢，遂決定繼續北伐:49。當時，入河南奉軍五個軍約十萬人，分佈在西平以北鐵路線及開封、鄭縣等地，企圖南犯:42。國民革命軍由唐生智率三個縱隊五萬餘人，從駐馬店地區分路北進:42。

## 繼續北伐

### 江淮
1927年5月兵分三路渡江进攻徐州:14。李宗仁率左路军5月11日由芜湖渡江，白崇禧率中路军5月15日由南京渡江，何应钦率右路军5月20日从镇江和江阴渡江。6月12日進駐徐州，本欲乘勝追擊，但6月下旬武漢國民政府的唐生智率軍東征南京，蔣介石從徐州調兵回防，結果8月6日在徐州战斗中敗於直魯軍，得而復失。孙传芳乘机率安国军沿津浦铁路南下，渡淮河，攻占滁县、宝应。
8月25日，孫傳芳軍約5萬餘人陸續過長江佔龍潭，逼近南京東北，何應欽、李宗仁、白崇禧力抗6晝夜，孫軍大敗:563。8月26-27日，孙传芳分由浦口、大河口、扬州三处渡江，反攻南京栖霞山。8月31日，在決定性的龙潭战斗孙军大败，残部二三万人分乘小船或泅水渡江退回江北，南京自此平定。

### 河南
1927年4月16日至8日，中國國民黨與中國共產黨聯席會議決定第二次北伐，暫緩東征討蔣，4月19日武漢國民政府誓師北伐，4月19日集結信陽、駐馬店，5月13日向北總攻:32。5月中旬，第二縱隊殲滅奉軍七個團佔領西平、漯河；第一縱隊擊敗奉軍一部於上蔡，迫其一個旅投降:42。奉軍約七萬人，企圖在臨潁決戰:42。5月27日，第二縱隊發起進攻，受挫，第一縱隊馳援，奉軍傷亡逾萬，向北撤退:42。5月28日，唐生智部佔領臨後，分別向鄭縣、開封挺進:42。馮玉祥率部參加北伐戰爭後，進軍甘肅、陝西，轉師東進，5月27日攻克洛陽，6月1日與唐生智部會師鄭縣:43。6月，克復鄭州、許昌:14。6月7日，清江浦克復，孫傳芳通電下野:14。6月2日，國民革命軍佔領開封，奉軍敗走河北、山東:42。不久，吳佩孚率少數衛隊逃往四川:43。7月，雲南易幟:14。四川劉湘通電歸附國民政府:14。

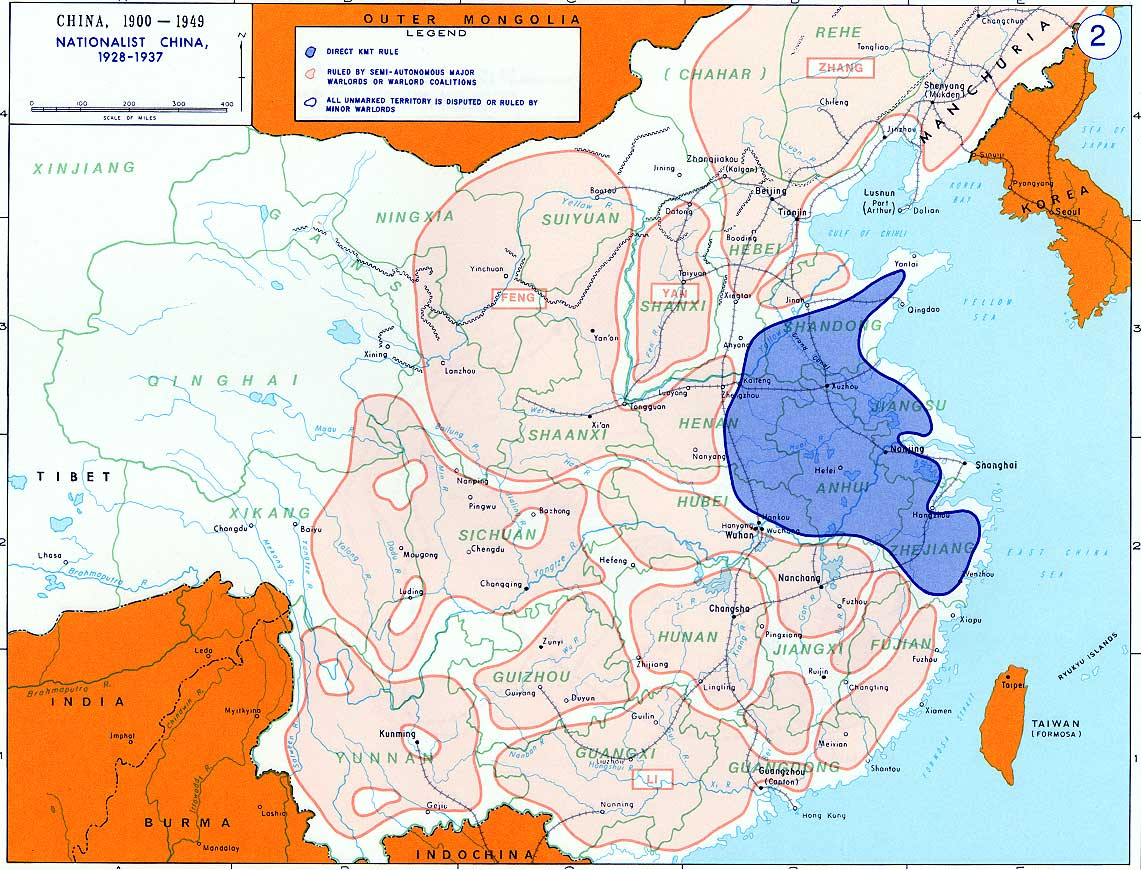
二次北伐后中华民国情势，蓝色部分为南京国民政府控制力较高区域，其他部分多由地方军阀武装控制

### 統治中国
1927年7月24日，張宗昌、孫傳芳奪回徐州；8月12日，蒋介石辭職離開南京，8月19日武漢政府宣布遷設南京:563。9月10日，国民革命军在全椒打败安国军。安国军一路北撤。1927年12月3日至12月10日，中國国民党中央执行委员会在上海召开第二届中央执行委员会第四次全体会议预备会，汪精衛提議蒋續任国民革命军总司令，並請其籌備四中全会:564。12月11日，中共發動廣州暴動，汪精衛成眾矢之的，離開上海出國:564。
1928年1月4日，蒋介石進南京呈報正式復職:15。2月6日，中國國民黨二屆四中全會通過《集中革命勢力限期完成北伐案》:50。蔣致電馮玉祥、閻錫山及各將領準備北伐:15。2月28日，中國國民黨中央政治會議決議馮玉祥為第二集團軍總司令，閻錫山為第三集團軍總司令，並命統歸蔣指揮:15。

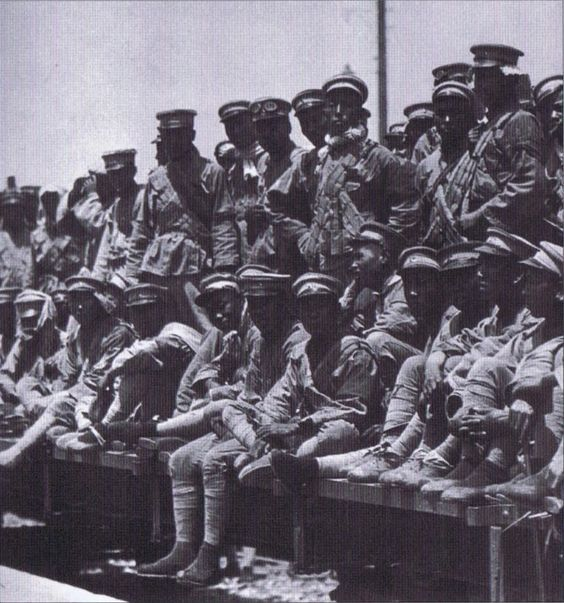
沿铁路向北撤退的北洋军士兵

1928年，蔣介石改編長江中下游各軍為第一集團軍，馮玉祥各軍為第二集團軍，閻錫山各軍為第三集團軍，李宗仁各軍為第四集團軍:567。國民革命軍所向克捷，連續攻克郯城、台兒莊、鄆城、韓莊、臨城、棗莊:15。4月1日，蔣介石親至徐州督師，4月7日下達總攻擊令，各軍始進:50。第三軍團在魚臺失利，蔣電令各軍赴援:16。張宗昌下總退卻令，惟孫傳芳糾集餘部，尚圖頑抗:16。4月下旬，屢次攻克巨野、嘉祥，經西關攻克濟寧、滕縣、界河、魚臺、汶上、鄒縣、大名:16。連續攻克寧陽、兗州、曲阜、金鄉:16。連續攻克萊蕪、平陰、泰安、肥城:16。張宗昌部败退滦州，孫傳芳在北京宣布下野，張、孫殘部向国民革命軍投降。

#### 濟南慘案
日本於1928年4月19日決定再次出兵山東暗助軍閥張宗昌，4月21日駐天津的3個步兵中隊抵達濟南，4月25至27日，日軍又連續在青島登陸，沿膠濟鐵路運兵濟南市，到4月28日，駐濟日軍已達3,000餘人。第一集團軍沿津浦鐵路北攻:779。5月1日，攻克濟南，日軍出阻，造成五三慘案，國民政府外交特派員蔡公時遇害:16。
5月2日蔣介石與黃郛抵達濟南，就近應付日本師團長福田彥助:568。5月3日，日本軍突然攻擊:779。蔣嚴戒北伐軍勿予還擊，並嚴令入濟南部隊，於5月3日夜退出城郊，派員與日軍師團長福田商約束部隊，未得要領:16。蔣為完成北伐，忍辱負重，勿予計較，限令北伐軍星夜渡河，僅飭留李延年步兵團駐守:16。5月6日，蔣移節黨家莊，繼續提兵北進，並籲召汪精衛、胡漢民回國，又切告奉系早日覺悟，日本阻礙北伐之陰謀，於是粉碎:16。北伐軍連續攻克平陰、禹城、石家莊、臨沂、德州、定縣、張家口:16。克復保定:16。6月，第一集團軍進至天津附近:779。

## 北伐結束
1928年五三惨案发生后，5月9日，张作霖呼吁双方南北双方停战，合力对抗日本侵略，在通电中表示“佥以国内苦战，外侮趁虚而入”应“以侮释嫌，合力抗外，必得世界之同情，对内更多符多年国民之要求”。他表示愿意派人到南京召开善后会议，商讨统一问题:377-378。第二集團軍沿平漢鐵路北上，於6月抵北京郊外；第三集團軍由山西攻河北，5月取保定:779。5月29日，蔣介石命令各軍停止待命，與公使團議和平接收京、津；6月3日，張作霖乘火車離開北京東去:569。6月4日，張作霖一行抵達瀋陽附近京奉鐵路、南滿鐵路交叉點皇姑屯橋下，炸彈突然爆炸，張與來迎的黑龍江督辦吳俊陞被刺而亡，奉天省長劉尚清密而不宣:569。6月8日，国民革命军第三集团军商震部开入北京:382，又4日入天津，國民政府改直隸省為河北省，將北京改名北平:569。兩週後，張學良秘密回到瀋陽，6月21日為父親張作霖發喪，7月4日就任東三省保安總司令，東北局勢復趨穩定:569。12月29日，東北易幟，國民政府任命張學良為東北邊防司令長官，改奉天省為遼寧省，全國形式上出現統一:570。
国民革命部隊詳細資料請參考北伐部隊情況條目。北伐前全國兵額約140萬，北伐後增至230萬人，軍餉超過國家全部收入:572。但因各路軍隊派系對裁軍的利益分配不均，導致日後發生中原大戰。

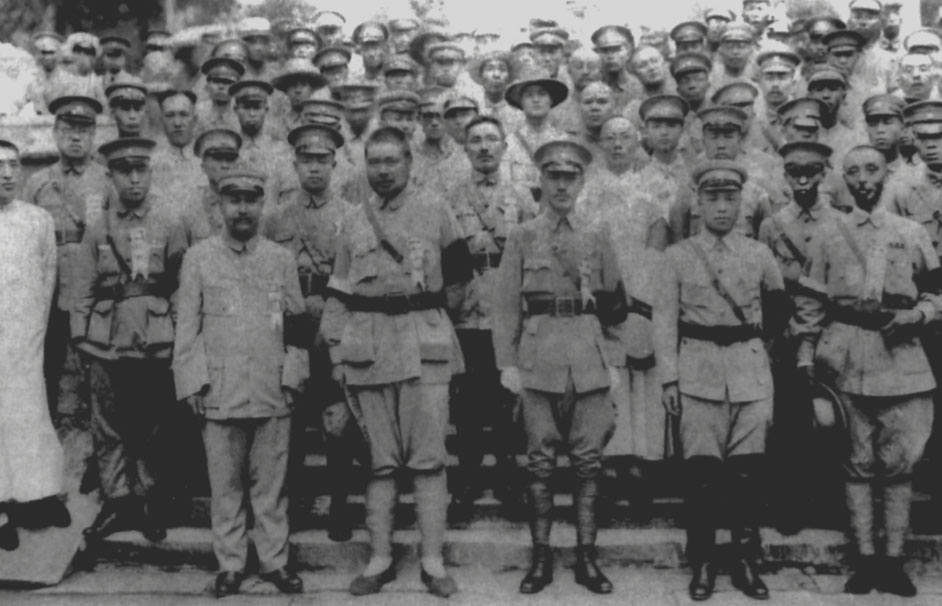
1928年7月6日，北伐告成后，蒋介石率军抵碧云寺祭孙中山
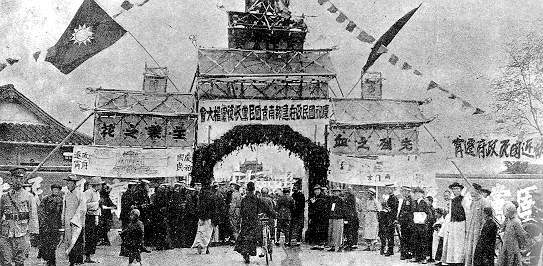

## 評價
- 中国共产党认为：「國民革命軍指導員的英勇奮戰，廣大工農群眾的積極支援，才迅速發展並取得偉大勝利，基本消滅吳佩孚、孫傳芳的軍隊，沉重打擊北洋軍閥的統治。」[12]:43
- 包遵信认为，“北伐”只是孙中山《建国大纲》中所设想军政、训政和宪政三步骤中的“军政”，是以武力扫除一切施行宪政之障碍，统一中国是孫中山希望在中國實現憲政第一步。
- 北伐及背後的共產國際勢力，引起当时一些中國名人的恐懼及厭惡，梁啟超、王國維等勉強接受辛亥革命但称北伐“毫無道德”[33]，章太炎也將北伐視為“叛國行為”。
- 历史作家谌旭彬认为，北洋时代乃是“泥坑”，所以国民党推翻北洋政府，不是历史倒退。北洋时期，中央政府被军阀割据瘫痪，北伐实际上重建了中央政府。北洋政府的财政已经破产，不得不仰赖借债度日，近三成的外债用于偿还旧债。在关税、盐税、厘金、铁路、矿山、森林全部被抵押殆尽后，只有日本出于对华渗透之政治目的，愿意提供“无担保短期借款”，成为北洋时代中国最大的债权国。国民政府则重建了中央财政，致力于基础建设，超过8成外债用于铁路建设和棉麦事业，并有意识地抵制日本侵略。这都归功于国民政府收回关税主权、整顿盐税、改革厘税、创设中央银行、实施币制改革……等一系列革新措施。[34]正如林语堂回顾说：“北京政权与南京政府相比，在国家财政管理上的差别是再大不过的了。北京政权经常拖欠其官员、教师和外交官的薪水，每月都有花招；而南京政府却能投资成千上万到公众建筑、广播电台、码头、卫生检疫船、体操房、体育馆、公路和铁路，单是科学研究一项，每月就要投资10万美元。”[35]

## 北伐军编制序列
1926年7月北伐军出征时的序列：
- 国民革命军总司令部
  - 总司令蒋介石
  - 参谋长李济深
    - 副参谋长白崇禧

  - 政治部主任邓演达
  - 副官长张治中
  - 前敌总指挥唐生智
    - 前敌总指挥部参谋长张翼鹏

  - 警卫团长金佛庄
- 第一军 (蔣介石黃埔嫡系)
  - 军长 何应钦
  - 参谋长 蒋伯诚
  - 副官长 吴奂
  - 预备队指挥官 王柏龄
    - 预备队参谋长 叶剑英

  - 炮兵团长 蔡忠笏
  - 第一补充团团长 张贞
  - 第二补充团团长 刘秉粹
  - 第一师
    - 师长 王伯龄
    - 副师长 王俊
    - 参谋长 张性白
    - 政治部主任 鄷悌
    - 第一团团长 孙元良
    - 第二团团长 倪弼
    - 第三团团长 薛岳

  - 第二师
    - 师长 刘峙
    - 副师长 陈继承
    - 参谋长 胡树森
    - 党代表 缪斌
    - 第四团团长 陈继承（兼）
    - 第五团团长 蒋鼎文
    - 第六团团长 惠东升

  - 第三师
    - 师长 谭曙卿
    - 副师长 顾祝同
    - 参谋长 赵启禄
    - 第七团团长 涂思宗
    - 第八团团长徐庭瑶
    - 第九团团长 卫立煌

  - 第十四师
    - 师长 冯轶裴
    - 参谋长 吴文献
    - 第四十团团长 邓振铨
    - 第四十一团团长 蔡盛熙
    - 第四十二团团长 周址

  - 第二十师
    - 师长 钱大钧
    - 参谋长 邹兢
    - 第五十八团团长 王文翰
    - 第五十九团团长 赵锦雯
    - 第六十团团长 李杲
- 第二军 (谭延闿湘系)
  - 军长 谭延闿
  - 副军长 鲁涤平
  - 副党代表 李富春
  - 参谋长 岳森
  - 参谋处长 周翰
  - 副官长 易绍英
  - 工兵指挥官 王戈
  - 炮兵团长 谢慕韩
  - 第四师
    - 师长 张辉瓒
    - 副师长 王捷俊
    - 党代表 李六如
    - 参谋长 粟显扬
    - 第十团团长 谢毅伯
    - 第十一团团长 周纬黄
    - 第十二团团长 邓赫绩

  - 第五师
    - 师长 谭道源
    - 党代表 方维夏
    - 副师长 成光耀
    - 参谋长 李家白
    - 第十三团团长 罗寿颐
    - 第十四团团长 彭璋
    - 第十五团团长 朱刚伟

  - 第六师
    - 师长 戴岳
    - 党代表 萧劲光
    - 副师长 朱耀华
    - 参谋长 萧文铎
    - 第十六团团长 黄友鹄
    - 第十七团团长 廖新用
    - 第十八团团长 刘风

  - 教导师
    - 师长 陈嘉佑
    - 党代表 石陶钧
    - 参谋长 梁广谦
    - 第一团团长 余泽篯
    - 第二团团长 李韫珩
- 第三军 (滇系)
  - 军长 朱培德
  - 参谋长 黄实
  - 参谋处长 袁绩熙
  - 政治部主任 朱克靖
  - 副官长 陈学顺
  - 行营副官长 何臧
  - 工兵指挥官 尹隆举
  - 补充兵训练处处长 顾德恒
  - 第三兵站监 周贯虹
  - 第七师
    - 师长 王均
    - 副师长 张近德
    - 参谋长 厉式鼎
    - 第十九团团长 曾万钟
    - 第二十团团长 万人敌
    - 第二十一团团长 彭武敭

  - 第八师
    - 师长 朱世贵
    - 副师长 杨淯涵
    - 参谋长 刘发良
    - 第二十二团团长 韦杵
    - 第二十三团团长 祝膏如
    - 第二十四团团长 李师愬

  - 第九师
    - 师长 朱培德（兼）
    - 副师长 顾德恒
    - 参谋长 李明扬
    - 第二十五团团长 顾德恒（兼）
    - 第二十六团团长 李明扬（兼）
    - 第二十七团团长 尹隆举（兼）
- 第四军 (李濟深粵系)
  - 军长 李济深（兼）→張發奎
  - 副军长 陈可钰
  - 参谋长 邓演存
    - 参谋处长 薛练

  - 副官长 何彤
  - 第四兵站监 陈劲节
    - 第四兵站参谋长 聂国青

  - 第十师
    - 师长 陈铭枢
    - 副师长 蒋光鼐
    - 参谋长 朱绍良
    - 第二十八团团长 蔡廷锴
    - 第二十九团团长 范汉杰
    - 第三十团团长 戴戟

  - 第十一师
    - 师长 陈济棠
    - 副师长 邓世增
    - 参谋长 李扬敬
    - 第三十一团团长 余汉谋
    - 第三十二团团长 香翰屏
    - 第三十三团团长 黄镇球

  - 第十二师
    - 师长 张发奎
    - 副师长 朱晖日
    - 参谋长 吴奇伟
    - 第三十四团团长 许志锐
    - 第三十五团团长 缪培南
    - 第三十六团团长 黄琪翔

  - 第十三师
    - 师长 徐景唐
    - 副师长 陈章甫
    - 参谋长 李务滋
    - 第三十七团团长 云瀛桥
    - 第三十八团团长 陆兰培
    - 第三十九团团长 陈章甫（兼）

  - 独立团团长 叶挺 (中國共產黨)
- 第五军 (李福林粵系)
  - 军长 李福林
  - 副党代表 李朗如
  - 参谋长 刘敏
    - 参谋处长 刘超常

  - 炮兵指挥官 赵成烈
  - 工兵指挥官 罗邦
  - 独立第一团团长 梁林
  - 独立第二团团长 林驹
  - 第十五师
    - 师长 李群
    - 副师长 林驹
    - 参谋长 何家瑞
    - 第四十三团团长 黄相
    - 第四十四团团长 周定宽
    - 第四十五团团长 黄炳堃

  - 第十六师
    - 师长 练炳章
    - 副师长 王若周
    - 参谋长 陈柱
    - 第四十六团团长 陆满
    - 第四十七团团长 李林
    - 第四十八团团长 陈伟图
- 第六军 (程潜湘系)
  - 军长 程潜
  - 副党代表 林伯渠
  - 参谋长 唐蟒
    - 参谋处长 贾康

  - 副官处长 张其雄
  - 工兵指挥官 马崇六
  - 炮兵指挥官 沈资
  - 第十七师
    - 师长 欧阳驹
    - 副师长 邓彥华
    - 参谋长 曾则生
    - 第四十九团团长 邓彥华（兼）
    - 第五十团团长 文鸿恩
    - 第五十一团团长 钟韶

  - 第十八师
    - 师长 胡谦
    - 党代表 李隆建
    - 副师长 苏世安
    - 参谋长 黄菊棠
    - 第五十二团团长 张汉华
    - 第五十三团团长 苏世安（兼）
    - 第五十四团团长 李明灏

  - 第十九师
    - 师长 杨源濬
    - 党代表 张振武
    - 副师长 王邦吉
    - 参谋长 胡文斗
    - 第五十五团团长 王尹西
    - 第五十六团团长 张轸
    - 第五十七团团长 王茂泉
- 第七军 (新桂系)
  - 军长 李宗仁
  - 党代表 黄绍竑
  - 参谋长 王应榆
  - 副官长 吕竞存
  - 独立第一团团长 陈济桓
  - 独立第二团团长 罗浩忠
  - 入伍生团团长 吕竞存（兼）
  - 第一旅
    - 旅长 夏威
    - 参谋长 毛炳文
    - 第一团团长 陶钧
    - 第二团团长 吕演新

  - 第二旅
    - 旅长 李明瑞
    - 参谋长 吕其斌
    - 第三团团长 俞作豫
    - 第四团团长 李朝芳

  - 第三旅
    - 旅长 刘日福
    - 参谋长 林世嘉
    - 第五团团长 张国柱
    - 第六团团长 龚寿仪

  - 第四旅
    - 旅长 黄旭初
    - 参谋长 黄莘
    - 第七团团长 陆超
    - 第八团团长 林畅茂

  - 第五旅
    - 旅长 伍廷飏
    - 参谋长 刘克初
    - 第九团团长 陆寿祺
    - 第十团团长 梁朝机

  - 第六旅
    - 旅长 韦云淞
    - 参谋长 徐成
    - 第十一团团长 韦云淞（兼）
    - 第十二团团长 叶丛华

  - 第七旅
    - 旅长 胡宗铎
    - 参谋长 李石樵
    - 第十三团团长 李孟庸
    - 第十四团团长 杨腾辉

  - 第八旅
    - 旅长 钟祖培
    - 参谋长 以定邦
    - 第十五团团长 尹承刚
    - 第十六团团长 周祖晃

  - 第九旅
    - 旅长 吕焕炎
    - 参谋长 董南
    - 第十七团团长 吕竞存（兼）
    - 第十八团团长 蒙志
- 第八军 (唐生智湘系)
  - 军长 唐生智
  - 党代表 刘文岛
  - 参谋长 龚浩
  - 参谋处长 龚长鲤
  - 副官处长 宋增馥
  - 炮兵团团长 王锡焘
  - 教导团团长 周荣光
  - 第一师
    - 师长 何健
    - 参谋长 胡达
    - 第二十六团团长 陶广
    - 第二十七团团长 刘建绪
    - 第三十四团团长 危宿钟
    - 第三十九团团长 张铺

  - 第二师
    - 师长 李品仙
    - 参谋长
    - 第八团团长 张国威
    - 第十五团团长 熊震
    - 第十六团团长 李云杰
    - 第十八团团长 吴尚

  - 第四师
    - 师长 刘兴
    - 参谋长 王德光
    - 第三团团长 廖磊
    - 第十三团团长 唐哲明
    - 第十四团团长 周维寅
    - 第三十团团长 蒋春潮

  - 第五师
    - 师长 叶琪
    - 参谋长
    - 第X团团长 何宣
    - 第X团团长 周盤
    - 第X团团长 刘运亁

  - 教导师
    - 师长 唐生智（兼）
    - 副师长 周谰
    - 参谋长 缪汝钧
    - 第二十团团长 罗霖
    - 第四十团团长 鲁扬开
    - 第十二团团长 刘克家

  - 鄂军第一师
    - 师长 夏斗寅
    - 参谋长 万耀煌
    - 第一团团长 张森
    - 第二团团长 晏勋甫
    - 第三团团长 卢本棠